# Stutzheim-Offenheim
Stutzheim-Offenheim é uma comuna francesa na região administrativa de Grande Leste, no departamento Baixo Reno. Estende-se por uma área de 7,12 km². Em 2010 a comuna tinha 1 549 habitantes (densidade: 217,6 hab./km²).